# Корзунята
Корзунята — деревня в Белохолуницком районе Кировской области в составе Ракаловского сельского поселения.

## География
Находится на расстоянии примерно 12 километров по прямой на север-северо-восток от районного центра города Белая Холуница.

## История
Известна с 1747 года, когда в ней было учтено 13 жителей мужского пола. В 1764 году отмечено 22 жителя, в 1873 году дворов 9 и жителей 80, в 1905 15 и 112 соответственно, в 1926 22 и 122. В 1950 11 дворов и 40 жителей, в 1989 году 13 постоянных жителей.

## Население
Постоянное население  составляло 10 человек (русские 90%) в 2002 году, 5 в 2010.